# Port-Vendres
Port-Vendres (katalanska: Portvendres) är en stad och kommun i departementet Pyrénées-Orientales i regionen Occitanien i södra Frankrike. Kommunen ligger i kantonen Côte Vermeille som tillhör arrondissementet Céret. År 2022 hade Port-Vendres 3 976 invånare.
Staden är en kuststad 8 kilometer från gränsen till Spanien, och upprätthöll i början av 1900-talet en livligt trafikerad ångbåtslinje med Oran i Algeriet.

## Befolkningsutveckling
Antalet invånare i kommunen Port-Vendres
| Referens: INSEE |